# Горелик, Александр Юдаевич
Александр Юдаевич Горелик (9 августа 1945, Москва — 27 сентября 2012, Тучково, Московская область) — советский фигурист, выступавший в парном катании с Татьяной Жук, серебряный призёр Олимпиады в Гренобле (1968). Заслуженный мастер спорта СССР. Сыграл главную роль (Сергея Берестова) в художественном фильме о фигурном катании «Голубой лёд» (1969). Работал тренером по фигурному катанию, затем спортивным комментатором.

## Карьера
Первой партнёршей Александра Горелика была Татьяна Шаранова. С ней они стали серебряными призёрами Чемпионата СССР 1964 года и бронзовыми призёрами Первой зимней Спартакиады народов СССР (1962). Однако наибольших спортивных успехов добился в паре с Татьяной Жук, с которой они завоевали серебряные медали на Олимпиаде 1968 года в Гренобле. Кроме того, в 1965 году они были бронзовыми, а в 1966 и 1968 годах серебряными медалистами на чемпионатах мира. На чемпионатах Европы они завоевывали бронзовые медали в 1965 году и серебро в 1966. Были первой спортивной парой со значительной разницей в росте.
В 1969 году Татьяна Жук решила закончить спортивную карьеру, чтобы родить ребёнка. Горелик пробовал тренироваться с Ириной Родниной, но Станислав Жук не видел их в одной паре, и Александр закончил любительскую карьеру.
Работал в спортивной редакции на радио, вёл репортажи с Николаем Озеровым. В 1968 году окончил ГЦОЛИФК по специальности «тренер-преподаватель».
В 1969 году известные сценаристы Юрий Нагибин и Цезарь Солодарь решили сделать фильм о фигурном катании, на главную роль пригласили Александра Горелика.
После декрета Татьяны Жук выступали в цирке на льду. Закончив выступать в цирке, Александр Горелик занялся тренерской деятельностью. Был тренером сборной СССР на XII зимних Олимпийских играх 1976 года в Инсбруке.
С 2001 года работал на телеканале «Спорт» спортивным комментатором.
Скончался 27 сентября 2012 года на даче в посёлке Тучково Московской области. Похоронен на Востряковском кладбище в Москве.

## Личная жизнь
В 1974 году он женился. Сын — Анатолий, в детстве занимался фигурным катанием. Выступал в танцах на льду с Мариной Анисиной, но в дальнейшем забросил спорт. В 1990 году Александp Горелик развёлся.

## Спортивные достижения
(с Т. Жук)
| Соревнования            | 1964—1965 | 1965—1966 | 1966—1967 | 1967—1968 |
| ----------------------- | --------- | --------- | --------- | --------- |
| Зимние Олимпийские игры |           |           |           | 2         |
| Чемпионаты мира         | 3         | 2         |           | 2         |
| Чемпионаты Европы       | 3         | 2         |           |           |

- сезон 1966—1967 пара пропускала из-за травмы и долгой болезни Татьяны Жук

(с Т. Шарановой)
| Соревнования                    | 1961—1962 | 1962—1963 | 1963—1964 |
| ------------------------------- | --------- | --------- | --------- |
| Чемпионаты мира                 |           |           | 15        |
| Чемпионаты Европы               |           |           | 7         |
| Чемпионаты СССР                 |           | 6         | 2         |
| Зимняя Спартакиада народов СССР | 3         |           |           |

## Фильмография
- 1969 год: Голубой лёд — Сергей Берестов